# Ochthera chalybescens
Ochthera chalybescens är en tvåvingeart som beskrevs av Friedrich Hermann Loew 1862. Ochthera chalybescens ingår i släktet Ochthera och familjen vattenflugor. Inga underarter finns listade i Catalogue of Life.